# Нальшани
Нальшани — історична область ранньосередньовічної Балтії, а пізніше Великого князівства Литовського.

## Історія
Згадується в «Лівонській римованій хроніці» при описі походів ливонских лицарів 1229 і 1247 років, як земля Nalsen, що знаходиться між володіннями Лівонського ордену і Литви («durh Nalsen kein Litowen» — через Нальшани до Литви). За найпоширенішою думкою дослідників, територія Нальшан приблизно співвідноситься з просторами аукштайтської і Свенцянської височин (Łowmiański, 1983; Benninghoven, 1965), які в пізніх білорусько-литовських літописах згадуються під назвою «Завілейської Литви».
В середині XIII в. Нальшани були окремим князівством, політично залежним від великого князя литовського Міндовга. У грамоті Міндовга від 1260 роки (вважається підробленою, але підписи на ній напевно збереглися з справжнього прототипу) згадується його родич Герденя Нальщанской (Gerdine de Nailsa). Автор «Опису земель» (Дублінська хроніка) другої половини XIII ст., що був присутній на коронації Міндовга, згадувати Нальшани (Nalsani) поряд з Литвою, Яцвяззю і Жемайтією.
В Іпатіївському літописі Нальшани згадуються двічі — в 1258 року татари з півдня послідовно «воеваша землі Літовьскую і Нальшчаньскую», а 1264 року Войшалак, що зайняв спочатку батьківськими володіннями в Литві, рушив на підкорення бунтівних Нальшан і Девалтви.
Нальшани як «провінція» «Литви» (ВКЛ) згадуються в 1268 році, коли під протекторат ризького архієпископа перейшов литовський Нобіле Суксе «з провінції Нальшани» (Nalsen). Очевидно, після походу Войшелка у 1264 році, Нальшани потрапили під безпосередній контроль великого князя литовського і втратили політичну незалежність. Відтепер вони або розглядалися просто як частини «Литви», або охоплювалися узагальнюючий поняттям Аукштайтії в західноєвропейських латиномовних і німецькомовних джерелах.
Герман з Вартберг в тисячу триста сімдесят п'ять році називає в «землі литовців» ряд поселень на тому просторі, де раніше, можливо, перебували Нальшани — Больнікі, Дубинки, Гедрайчяй, молоти, Таврагіні, Утена, Шашоли.
Частина дослідників висловлює думку, що Нальшани могли перебувати на території сучасної Латвії (де були співзвучні географічні назви Nalseni і Sellia).
Дарчі грамота Міндовга від 1255 року Лівонський орден згадує область Малейсіна (Maleysine) в Селон (Selen): «magistro et fratribus in Lyvonia terram, que Selen dicitur, videlicet Meddene, Pelone, Maleysine, Thovraxe, cum suis attinenciis, duximus assignandam, perpetuo libere possidendam. In cuius itaque facti perhennem memoriam presentem paginam sigilli nostri munimine fecimus roborari. Datum anno Domini MCCLV, mense octobris».
У документі данського короля Еріка Менведа від 1298 року територія під назвою Nalexe, підвладна Ризьким архієпископу, згадується в тому ж контексті, що і територія під назвою Semigallia. За Псковського літопису «В літо 6876 (1368) рать Німецька в Велья з Налес була …» (село Велла знаходиться на схід від міста Питалово Псковської області).
Теодор Нарбут в 4 томі своєї «Історії литовського народу» (польською мовою) пише, що Нальшанське князівство належало князю Довмонта (Арвіду) Ердівілавічу — племіннику Міндовга. Він був одружений з сестрою королеви Марті, дружиною Міндовга. Пізніше він брав активну участь у вбивстві самого Міндовга. Загинув Довмонт Ердівілавіч під час походу на руські землі в 1285 році. На сторінці 328 т. Нарбут оповідає, що Пялас в Нальшанская князівстві влаштовувати весілля для своєї дочки, яке мало відбутися в замку Вейсеях (Wiesieje, зараз Veisiejai в сучасній Литві). Однак зрадник Пялюза, який тим часом жив у Кенігсберзі, привів хрестоносців під замок свого дядька, знатні гості були вбиті, а скарби і бранці вивезені в Кенігсберг.